# Цикламен європейський
Цикламен європейський (Cyclamen repandum, syn. Cyclamen vernum, syn. Cyclamen europaeum L.) — багаторічна трав'яниста, до 15 см заввишки рослина родини первоцвітих.

## Опис

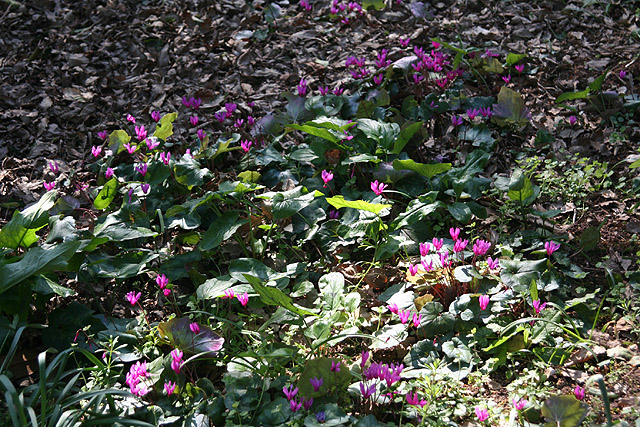
Місце зростання цикламена європейського в Англії

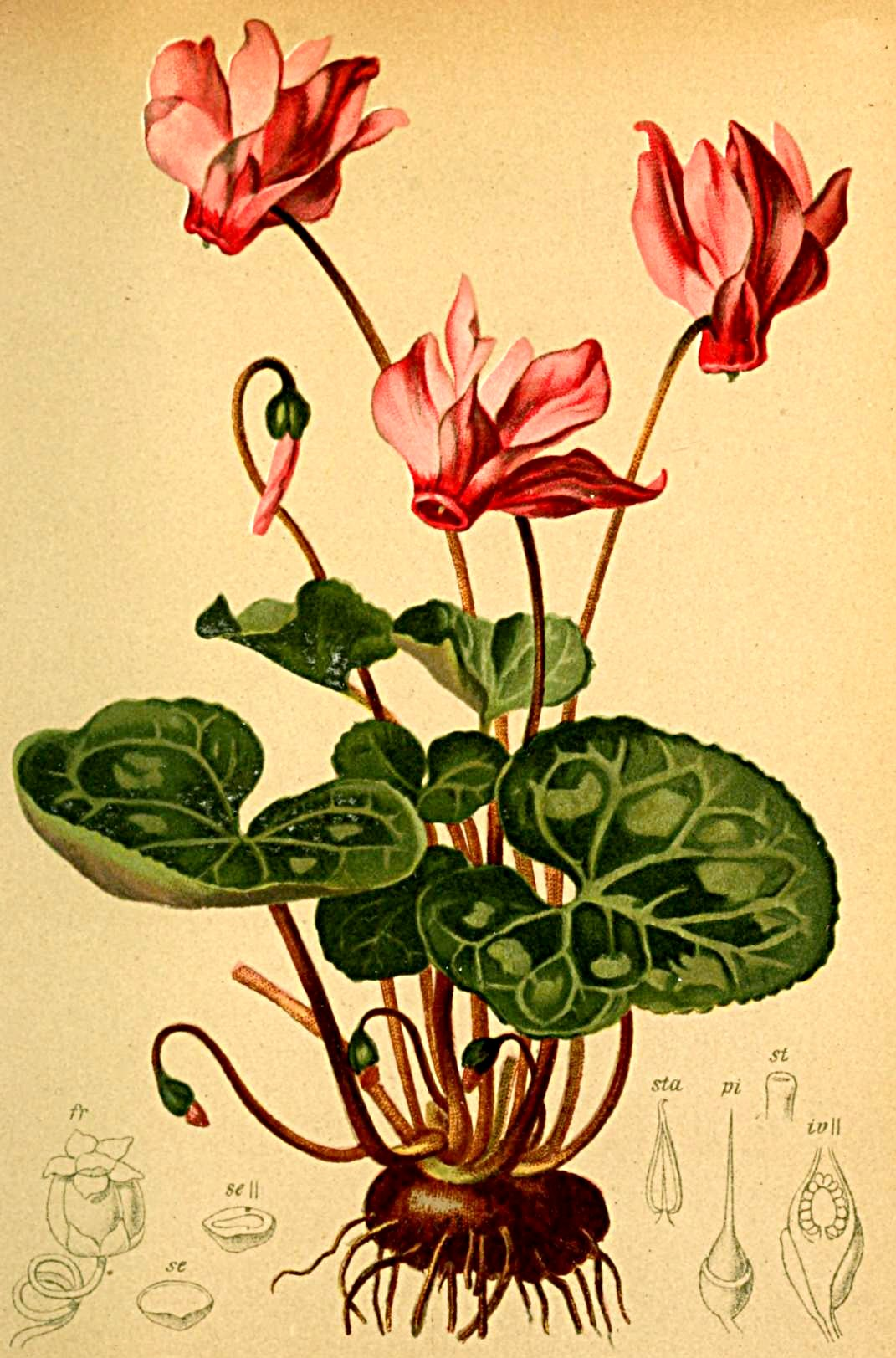
Cyclamen europaeum

На кінці короткого або видовженого кореневища має приплюснуто-кулясту бульбочку, вкриту пробкоподібним шаром. Листки прикореневі, здебільшого вічнозелені, прості, з серцеподібною або круглою, при основі глибоковиїмчастою, цілокраєю або рідкозубчастою пластинкою на довгому черешку, 12—20 см завдовжки. Квітки правильні, двостатеві, великі, пазушні, одиничні, на квітконіжках, майже рівних листкам або в 1,5 рази довших за них; віночок карміново-червоний, з короткою, майже кулястою трубочкою і п'ятироздільним відвернутим відгином. Плід — коробочка. Цвіте з серпня до жовтня.

## Поширення
Батьківщина цикламена європейського — гори Середньої Європи, Балканський півострів. На території України (переважно на Правобережжі) культивується в умовах відкритого ґрунту як декоративна рослина, інколи дичавіє.

## Заготівля і зберігання
Для медичних потреб використовують свіжі бульби цикламена (Tubera Cyclaminis), які заготовляють восени і зберігають у льоху у вологому піску. Рослина неофіцинальна.

## Хімічний склад
Бульби цикламена містять сапонін цикламін, який при гідролізі розщеплюється на аморфний сапогенін цикламіретин і цукор; леулозин, циклозу, декстрозу, пентозу та полісахарид цикламозин.

## Фармакологічні властивості і використання
Експериментами встановлено, що препарати цикламена виявляють протистоцидну активність, а за дією на серце схожі на препарати наперстянки. В гомеопатії цикламен використовують при розладах шлунково-кишкового тракту та при простудних захворюваннях. У народі цю рослину визнають як засіб, що допомагає при порушеннях менструацій і пов'язаних з ними нервових розладах, при невралгіях, порушеннях травлення, коліках внаслідок метеоризму та при ревматичних болях. Використовують рослину і як зовнішній засіб. Особливо ефективним вважається застосування цикламена при головних болях простудного характеру, фронтитах і гайморитах. Хворому, який сидить із закинутою назад головою, вводять піпеткою в ніздрі по 2 краплі свіжого процідженого соку і в такому положенні залишають його на 5 хвилин, слідкуючи за тим, щоб дихав він через ніс. Після цього хворому треба пов'язати голову і лягти у ліжко. Через 10 — 15 хвилин після сеансу хворий починає чхати й кашляти, рясно потіє, з ніздрів починається виділення великої кількості секрету, що триває добу, інколи менше. Через деякий час хворий міцно засинає й прокидається з добрим самопочуттям. Потовчені бульби прикладають до ревматичних пухлин і геморойних шишок. При білях у жінок використовують свіжий сік, розведений водою у співвідношенні 1:10. Треба пам'ятати, що цикламен належить до отруйних рослин. Користуватися ним треба обережно і обов'язково під наглядом лікаря.